# Świat albo Traktat o świetle
Świat albo Traktat o świetle (fr. Le Monde ou Traité de la lumiére) – wczesne pismo przyrodnicze Kartezjusza, pisane w latach 1629–1633, opublikowane jednak dopiero pośmiertnie. To pierwsze wydanie, noszące tytuł Le monde de M. Descartes ou le Traité de la Lumière, opublikowane zostało w Paryżu w 1664.
Gdy do Kartezjusza dotarła wiadomość o potępieniu Galileusza (1633), Kartezjusz z ostrożności w 1634 zdecydował się zaniechać planowanej i przygotowywanej już publikacji Świata. Dzieło jest pierwszą częścią nie zachowanej większej całości, z której zachowała się także część końcowa, znana obecnie jako Traktat o człowieku.
Świat w swoich początkowych fragmentach stanowi prezentację ogólnych zasad Kartezjańskiej fizyki i kosmologii. Kolejne partie zawierają szczegółowe zastosowania tych zasad do zagadnień szczegółowych fizyki – powstania gwiazd, planet, Ziemi i Księżyca oraz natury takich zjawisk, jak ciepło i światło. Następujące po zaginionej części środkowej partie końcowe z Traktatem o człowieku stosują te same zasady ogólne do fizjologii ciała ludzkiego. Kartezjusz przedstawia wyłożone przez siebie zasady świata fizycznego jako „bajkę” przedstawiającą strukturę wyimaginowanego „nowego świata” – według Johna Cottinghama czytelnik nie powinien mieć jednak wątpliwości, że Kartezjusz sądzi o wyłożonych zasadach, że działają w świecie realnym.
Przekład Polski Tomasza Śliwińskiego ukazał się w 2005, ze wstępem i opracowaniem tłumacza oraz z dodatkiem fragmentów Rozwoju świadomości w filozofii zachodniej Léona Brunschvicga.